# Lekkoatletyka na Letnich Igrzyskach Paraolimpijskich 2008 – bieg na 100 metrów mężczyzn kl. T36
Bieg na 100 metrów mężczyzn kl.T36 podczas Letnich Igrzysk Paraolimpijskich 2008 rozegrano 9 września. W rozgrywkach wzięło udział 9 sportowców z 7 krajów.

## Wyniki

### Finał
Finał został rozegrany 9 września o godzinie 10:15. Na tym etapie rozgrywek ukraiński lekkoatleta Roman Pawłyk ustanowił rekord Paraolimpiady z wynikiem 12.25 s.
| Poz. | Zawodnik           | Narodowość      | Tor | Rezultat | Uwagi |
| ---- | ------------------ | --------------- | --- | -------- | ----- |
| 1    | Roman Pavlyk       | Ukraina         | 5   | 12.25    | PR    |
| 2    | Ben Rushgrove      | Wielka Brytania | 6   | 12.35    |       |
| 3    | So Wa Wai          | Hongkong        | 9   | 12.38    | SB    |
| 4    | Xu Ran             | Chiny           | 1   | 12.40    | SB    |
| 5    | Marcin Mielczarek  | Polska          | 7   | 12.42    | SB    |
| 6    | Che Mian           | Chiny           | 8   | 12.46    | SB    |
| 7    | Mohd Raduan Emeari | Malezja         | 4   | 12.64    | SB    |
| 8    | Graeme Ballard     | Wielka Brytania | 3   | 12.65    |       |
| 9    | Alaksandr Daniluk  | Białoruś        | 2   | 12.83    |       |